# Aphelinus tiliaphidis
Aphelinus tiliaphidis is een vliesvleugelig insect uit de familie Aphelinidae. De wetenschappelijke naam is voor het eerst geldig gepubliceerd in 1998 door Li & Zhao.